# Mezőhegyes
Mezőhegyes è una città ungherese situata nella contea di Békés di 4 994 abitanti.

## Storia
Nel corso dell'Alto Medioevo, la pianura pannonica vide lo stanziamento dapprima degli Avari e poi di popolazioni ungare.
L'area di Mezőhegyes viene citata in alcune cronache del XIII secolo, ma il primo vero riferimento scritto esplicito risale al 1421, in relazione ad un insediamento denominato Mezew, cui poi venne aggiunto il suffisso -hegy tipico di molti villaggi della zona.

## Amministrazione

### Gemellaggi
- Kézdivásárhely, dal 1990
- Mordano, dal 1990
- Kispereg, dal 1995
- San Giorgio di Nogaro, dal 1998
- Arad, dal 2012
- Túrkeve, dal 2012